# (72480) 2001 DY38
(72480) 2001 DY38 es un asteroide perteneciente al cinturón de asteroides, descubierto el 19 de febrero de 2001 por el equipo del Lincoln Near-Earth Asteroid Research desde el Laboratorio Lincoln, Socorro, Nuevo México.

## Designación y nombre
Designado provisionalmente como  2001 DY38.

## Características orbitales
2001 DY38 está situado a una distancia media del Sol de 2,297 ua, pudiendo alejarse hasta 2,633 ua y acercarse hasta 1,961 ua. Su excentricidad es 0,146 y la inclinación orbital 5,607 grados. Emplea 1271,37 días en completar una órbita alrededor del Sol.
Pertenece a la familia de asteroides de (4) Vesta.

## Características físicas
La magnitud absoluta de 2001 DY38 es 15,61. 